# 1962 no Brasil
Esta é uma cronologia dos fatos acontecimentos de ano 1962 no Brasil.

## Incumbente
- Presidente do Brasil -  João Goulart (7 de setembro de 1961 - 2 de abril de 1964)

## Eventos
- (Data não confirmada): No ano de 1962, houve uma das maiores greves da história do país: a chamada "Greve dos Queixadas", que em plena Ditadura Militar, durou sete anos e ocorreu no bairro de Perus, na região Noroeste da cidade de São Paulo.[1]
- 22 de janeiro: Começa a Conferência dos Ministros de Relações Exteriores das Américas, realizada em Punta del Este, Uruguai.[2]
- 4 de abril: Presidente brasileiro João Goulart é recebido pelo presidente dos Estados Unidos, John F. Kennedy na Casa Branca, Washington, DC.[3]
- 21 de abril: Fundada a Universidade de Brasília (UnB).
- 23 de maio: O Pagador de Promessas é o primeiro filme brasileiro a ganhar a Palma de Ouro no Festival de Cannes, na França.[4]
- 15 de junho: Presidente João Goulart sanciona a Lei Federal nº 4070, que eleva o território do Acre à categoria de estado.[5]
- 17 de junho: A Seleção Brasileira de Futebol conquista o segundo título da Copa do Mundo da FIFA, derrotando a Tchecoslováquia por 3 a 1 com os gols de Amarildo, Zito e Vavá em Santiago, Chile.[6]
- 13 de julho: Presidente João Goulart sanciona a lei que institui o 13.º salário.[7]
- 11 de outubro: O Santos conquista o primeiro título da Taça Intercontinental de futebol ao vencer o clube português Benfica por 5 a 2 no Estádio da Luz, Lisboa, sendo o primeiro time brasileiro a ganhar o campeonato mundial de clubes.[8]

## Nascimentos
- 4 de janeiro: Norton Nascimento, ator (m. 2007).
- 14 de janeiro: Luciano Chirolli, ator.
- 19 de abril: Eduardo Galvão, ator.
- 31 de outubro: Raphael Rabello, violonista (m. 1995).
- 25 de dezembro: José Cardoso, designer, fotografo e baixista amador semi profissional.
- 31 de dezembro:
  - Pedro Cardoso, ator.
  - Nelsinho, ex-futebolista.

## Mortes
- 6 de fevereiro: Candido Portinari, pintor e artista plástico (n. 1903).
- 12 de dezembro: Patrícia Rehder Galvão, escritora e jornalista brasileira (n. 1910).